# Aphytis capensis
Aphytis capensis är en stekelart som beskrevs av Debach och Rosen 1976. Aphytis capensis ingår i släktet Aphytis och familjen växtlussteklar. Inga underarter finns listade i Catalogue of Life.